# Jezioro Krzywe (Pojezierze Choszczeńskie)
Jezioro Krzywe (niem. Krummer See) – jezioro rynnowe w Polsce położone w województwie zachodniopomorskim, w powiecie choszczeńskim, w gminie Pełczyce.
Akwen leży na Pojezierzu Choszczeńskim w granicach miasta Pełczyce. Posiada bardzo charakterystyczny kształt odwróconej litery L, z którego wzięła się nazwa jeziora.